# Joseph Adamec
Joseph Victor Adamec (ur. 13 sierpnia 1935 w Bannister, Michigan, zm. 20 marca 2019) – amerykański duchowny katolicki pochodzenia słowackiego, biskup Altoony-Johnstown w latach 1987–2011.

## Życiorys
Do kapłaństwa przygotowywał się w Rzymie w Kolegium Nepomucene (rektorem był wówczas ks. Jozef Tomko, późniejszy kardynał) i na Uniwersytecie Laterańskim. Święcenia kapłańskie otrzymał 3 lipca 1960 z rąk kard. Luigiego Traglii i inkardynowany został do diecezji Nitra, rodzinnej diecezji swych rodziców. Po ukończeniu studiów w Rzymie powrócił do USA i przez kolejne dziesięciolecia pracował duszpastersko w rodzinnej diecezji Saginaw. Był m.in. notariuszem kurii, sekretarzem biskupa, mistrzem ceremonii i kanclerzem. Od 1971 roku przewodził Slovak Catholic Federation - stowarzyszeniu zrzeszającym amerykańskich katolików pochodzenia słowackiego. W roku 1980 otrzymał medal „Pro Ecclesia et Pontifice”, a od 1985 nosił tytuł prałata.
12 marca 1987 papież Jan Paweł II mianował go ordynariuszem Altoony-Johnstown w Pensylwanii. Sakry udzielił mu kard. Jozef Tomko. Na emeryturę przeszedł 14 stycznia 2011.